# Dubová Lhota (przystanek kolejowy)
Dubová Lhota – przystanek kolejowy w Dubovej Lhocie, w kraju pilzneńskim, w Czechach. Położony jest na wysokości 425 m n.p.m.
Na przystanku nie ma możliwości kupienie biletu, a obsługa podróżnych odbywa się w pociągu. 

## Linie kolejowe
- 185 Horažďovice předměstí - Domažlice